# Accord d'association entre la Moldavie et l'Union européenne
L'accord d'association entre la Moldavie et l'Union européenne (voir ici pour le nom officiel) est un traité qui établit notamment un accord de libre échange complet et approfondi (association politique et économique) entre l'UE, l'Euratom, leurs 27 États membres et la Moldavie, remplaçant l'accord de partenariat et de coopération signé en 1994.

## Nom officiel
Le nom officiel de l'accord est le suivant :
Accord d'association entre l'Union européenne et la Communauté européenne de l'énergie atomique et leurs États membres, d'une part, et la Moldavie, d'autre part.

## Contenu
Les deux parties au traité se sont engagées à coopérer et à faire converger leur politique économique, leur législation et leurs règles communes, incluant des droits pour les travailleurs, l'accès à la Banque européenne d'investissement. Les deux parties se sont mises d'accord pour des réunions régulières entre leurs dirigeants, notamment via un conseil d'association, un comité d'association et une commission parlementaire d'association.
L'accord vise à mettre en place des réformes des institutions, de la justice, de l'administration, de la lutte contre la corruption, mais aussi à stabiliser la région et prévenir les conflits et trouver une solution pérenne pour la Transnistrie. Il vise également à combattre le commerce illégal d'armes de destruction massive et d'armes légères, ainsi que le terrorisme et la criminalité organisée. L'accord ne change pas le régime de circulation des personnes défini par les précédents accords conclus en 2008 et 2012. 
L'accord en tant qu'accord de libre-échange permet également de réduire les droits de douane entre les deux régions. Ils visent à supprimer plus de 99 % des droits de douane entre les deux régions. Certaines denrées essentiellement du domaine agricole sont toutefois encore concernées par des droits de douane ou une réduction progressive sur 10 ans des droits de douane. Ainsi les droits de douane moldaves sont dégressifs sur une durée de trois à cinq ans pour les fromages et les céréales et produits agro-alimentaires ; trois à dix ans un grand nombre de fruits et légumes ; cinq ans pour les jus de fruits, les vins et les spiritueux ; et dix ans pour le lait et certains produits carnés.
De plus des quotas ou contingents tarifaires sont mis en place pour certaines exportations agricoles moldaves comme sur les tomates, l'ail, le raisin, les pommes et les prunes.
Cet accord de libre-échange européen vise également à réduire les barrières non tarifaires notamment dans le domaine phytosanitaire par une harmonisation des normes. Il permet un accès au marché public, oblige à une mise en concurrence, à la permission d'établissement d'entreprises, à la liberté de circulation des capitaux. L'accord oblige les producteurs moldaves à apposer l'essentiel des indications d'origine validées par l'Union européenne et, dans le domaine de la propriété intellectuelle, infléchit le droit moldave dans un sens moins favorable au domaine public, à la liberté de panorama et aux travaux dérivés.
L'accord de libre-échange complet et approfondi ne s'applique pas en Transnistrie, où le gouvernement moldave ne peut exercer son autorité. L'accord est compatible avec les autres accords de libre-échange de la Moldavie avec différents pays de l'ancien bloc de l'Est. Toutefois le président Igor Dodon envisage de le dénoncer car il le juge incompatible avec l'adhésion de la Moldavie à l'union douanière de l'Union eurasiatique et à l'Union économique eurasiatique.

## Histoire

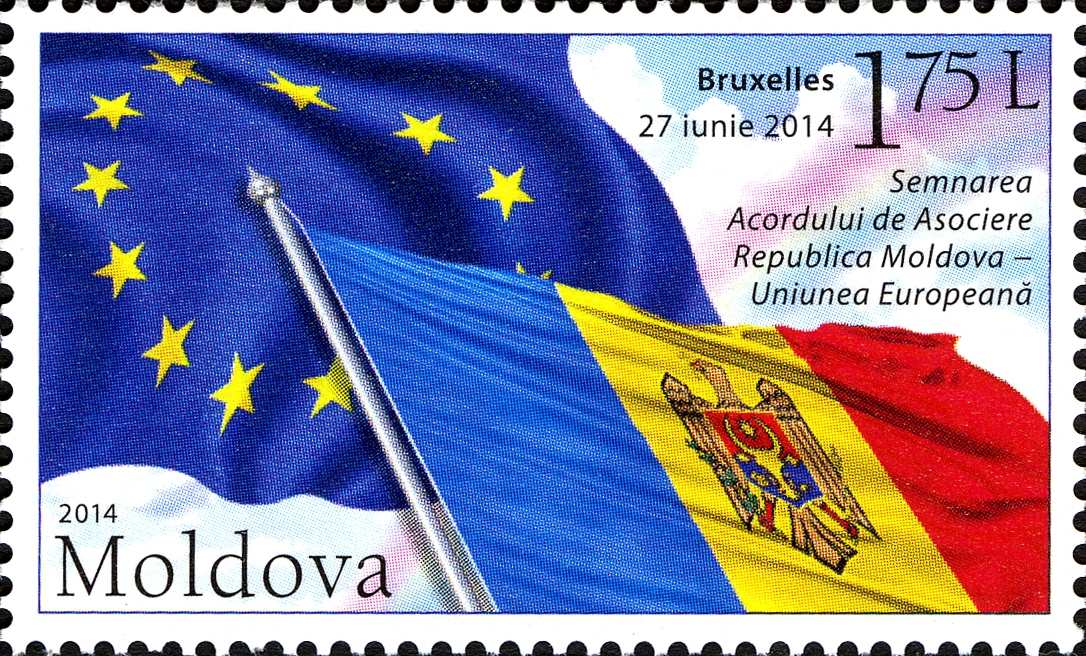
Timbre célébrant l'accord d'association avec l'UE.

### Contexte
L'accord d'association avec la Moldavie fait suite à plusieurs accords qu'ont eu l'Union européenne et la Moldavie. 
Le premier de ces accords est l'accord de partenariat et de coopération entre l'Union européenne et la Moldavie signé en novembre 1994 et entré en application en juillet 1998. Cet accord est un accord principalement politique, notamment il fixe un certain nombre de conseils de coopération et de sous-comités pour aider la Moldavie mais il a également des implications économiques.
En 2005, l'Union européenne et la Moldavie adoptent une mission d'assistance au contrôle de la frontière entre la Moldavie et l'Ukraine, dans le but de limiter la criminalité et de stabiliser le conflit latent transnistrien.
Par la suite en 2009, le partenariat oriental de l'Union européenne inclut la Moldavie. Ce partenariat oriental fixe notamment comme perspective la signature d'accord d'association. Le partenariat permet également à la Moldavie de recevoir l'aide de l'instrument européen de voisinage et de partenariat. Celui finance à hauteur d'environ 100 millions par an, d'une part les institutions publiques moldaves dans leur gestion de leurs finances publiques, et d'autre part l'agriculture et le milieu rural moldave. Cette aide est complétée par une aide de 30 millions d'euros sur le plan de la compétitivité, des normes de productions, etc. Ce partenariat oriental assouplit également le régime de visa pour entrer dans l'Union européenne. Ainsi depuis le 24 avril 2014, la Moldavie dispose d'une dispense de visa pour les séjours de moins de 90 jours.

### Négociations et signatures
Les négociations de l'accord ont démarré en janvier 2010. Les négociations sur la partie commerciale de l'accord ont démarré en janvier 2012 pour se terminer en juin 2013.
L'accord d'association a été paraphé le 29 novembre 2013. Il a été signé le 27 juin 2014 et était appliqué provisoirement depuis le 1er septembre 2014 jusqu'au 1er juillet 2016, date à laquelle il entre officiellement en vigueur, une fois ratifié par les 31 signataires (les 28 États membres, la Moldavie, le Parlement européen et le Conseil de l'Union européenne).

#### Ratification
| Parlement wallon | (région) (communauté) |

| Parlement flamand | (région) (communauté) |

| Commission communautaire commune | (Cocof) (Cocon) |

### Remise en cause
Lors de l'élection présidentielle moldave de 2016 est élu le candidat pro-russe Igor Dodon dont le programme comprend la dénonciation immédiate de l'Accord d'association entre la Moldavie et l'Union européenne, l'adhésion de la Moldavie à l'union douanière de l'Union eurasiatique, le maintien de la 14e armée russe en Transnistrie, le changement par référendum des symboles de l'État (armoiries, drapeau et hymne, qu'il juge trop proches de ceux de la Roumanie) et la fédéralisation accrue de la République, revenant à reconnaître juridiquement la non-intégration de la Transnistrie et de la Gagaouzie dans la souveraineté de la Moldavie.

## Sources

#### Articles
- (ro) Unimedia, « Acordul de Asociere RM-UE a fost ratificat de Parlamentul de la Chișinău. Cum a votat fiecare deputat », 2 juillet 2014 (consulté le 1er novembre 2015).
- (en) Agenda.ge, « Bulgaria ratifies Georgia-EU Association Agreement », 25 juillet 2014 (consulté le 1er novembre 2015).
- (en) Malta-EU Steering and Action Committee, « Eastern Partnership Summit 2015 », 16 juin 2015 (consulté le 1er novembre 2015).

#### Documents officiels
- (ro) Parlement de Moldavie, « Decret Nr. 1237 privind promulgarea Legii pentru ratificarea Acordului de Asociere între Republica Moldova, pe de o parte, şi Uniunea Europeană şi Comunitatea Europeană a Energiei Atomice şi statele membre ale acestora, pe de altă parte », 8 juillet 2014 (consulté le 1er novembre 2015).
- Parlement européen, « Le Parlement européen soutient l'accord d'association entre l'UE et la Moldavie », 13 novembre 2014 (consulté le 1er novembre 2015).
- (de) Bundesrat, « Entwurf eines Gesetzes zu dem Assoziierungsabkommen vom 27. Juni 2014 zwischen der Europäischen Union und der Europäischen Atomgemeinschaft und ihren Mitgliedstaaten einerseits und der Republik Moldau andererseits », 7 novembre 2014 (consulté le 1er novembre 2015).
- (de) Bundestag, « Gesetz zu dem Assoziierungsabkommen vom 27. Juni 2014 zwischen der Europäischen Union und der Europäischen Atomgemeinschaft und ihren Mitgliedstaaten einerseits und der Republik Moldau andererseits », 8 mai 2015 (consulté le 1er novembre 2015).
- (de) Bundesanzeiger, « Gesetz zu dem Assoziierungsabkommen vom 27. Juni 2014 zwischen der Europäischen Union und der Europäischen Atomgemeinschaft und ihren Mitgliedstaaten einerseits und der Republik Moldau andererseits », 3 juin 2015 (consulté le 1er novembre 2015).
- (de) Österreichisches Parlament, « Assoziierungsabkommen zwischen der Europäischen Union und der Europäischen Atomgemeinschaft und ihren Mitgliedstaaten einerseits und der Republik Moldau andererseits », 23 juillet 2015 (consulté le 1er novembre 2015).
- (en) Président de la Moldavie, « Moldovan president meets Austrian counterpart », 17 novembre 2014 (consulté le 1er novembre 2015).
- Chambre des représentants de la Belgique, « Projet de loi portant assentiment à l'accord d'association entre l'Union européenne et la Communauté européenne de l'énergie atomique et leurs Etats membres, d'une part, et la République de Moldavie, d'autre part, fait à Bruxelles le 27 juin 2014 », 23 mars 2015 (consulté le 14 décembre 2015).
- Chambre des représentants de la Belgique, « Votes séance plénière du 23 avril 2015 », 23 avril 2015 (consulté le 14 décembre 2015).
- (de) Parlement de la Communauté germanophone, « Ausfuhrlichter Bericht » [PDF], 22 juin 2015 (consulté le 7 février 2016).
- Parlement de la Communauté francophone, « Compte rendu intégral de la séance du mercredi 24 juin 2015 », 24 juin 2015 (consulté le 7 février 2016).
- Parlement de Wallonie, « Compte rendu intégral de la séance plénière » [PDF], 1er juillet 2015 (consulté le 7 février 2016).
- (nl) Parlement flamand, « Ontwerp van decreet houdende instemming met de associatieovereenkomst tussen de Europese Unie en de Europese Gemeenschap voor Atoomenergie en hun lidstaten, enerzijds, en de Republiek Moldavië, anderzijds, ondertekend te Brussel op 27 juni 2014 », 17 juin 2015 (consulté le 7 février 2016).
- Parlement de la Région de Bruxelles-Capitale, « Projet d'ordonnance portant assentiment à l'Accord d'association entre l'Union européenne et la Communauté européenne de l'énergie atomique et leurs Etats membres, d'une part, et la République de Moldavie, d'autre part, fait à Bruxelles le 27 juin 2014 », 11 décembre 2015 (consulté le 7 février 2016).
- Parlement de la Région de Bruxelles-Capitale, « Compte rendu intégral de la séance plénière, page 16, vote no 3, détaillé en page 19 » [PDF], 20 novembre 2015 (consulté le 7 février 2016).
- Parlement de la Communauté francophone, « Décret portant assentiment à l'Accord d'association entre l'Union européenne et la Communauté européenne de l'énergie atomique et leurs Etats membres, d'une part, et la Géorgie, d'autre part, fait à Bruxelles le 27 juin 2014 », 24 juin 2015 (consulté le 7 février 2016).
- (en) Président de la Bulgarie, « Bulgaria is Ready to Help Moldova on its way to the European Union », 29 septembre 2015 (consulté le 1er novembre 2015).
- (el) Chambre des représentants de Chypre, « Ο περί της Συμφωνίας Σύνδεσης μεταξύ της Ευρωπαϊκής Ένωσης και της Ευρωπαϊκής Κοινότητας Ατομικής Ενέργειας και των Κρατών Μελών τους, αφενός, και της Δημοκρατίας της Μολδαβίας, αφετέρου, (Κυρωτικός) Νόμος του 2015 »,‎ 7 mai 2015 (consulté le 1er novembre 2015).
- (el) Président de Chypre, « Ο περί της Συμφωνίας Σύνδεσης μεταξύ της Ευρωπαϊκής Ένωσης και της Ευρωπαϊκής Κοινότητας Ατομικής Ενέργειας  και  των  Κρατών  Μελών  τους,  αφενός,  και  της  Γεωργίας,  αφετέρου (Κυρωτικός)  Νόμος  του  2015 εκδίδεται με δημοσίευση στην Επίσημη Εφημερίδα της Κυπριακής Δημοκρατίας σύμφωνα με το Άρθρο 52 του Συντάγματος »,‎ 22 mai 2015 (consulté le 1er novembre 2015).
- (hr) Sabor, « Prijedlog zakona o potvrđivanju sporazuma o pridruživanju između europske unije i europske zajednice za atomsku energiju i njihovih država članica, s jedne strane, i republike moldove, s druge strane, s konačnim prijedlogom zakona, hitni postupak, prvo i drugo čitanje, p.z. br. 761 », 22 octobre 2015 (consulté le 1er novembre 2015).
- (hr) Président de la Croatie, « Proglašavam Zakon o potvrđivanju Sporazuma o pridruživanju između Europske unije i Europske zajednice za atomsku energiju i njihovih država članica, s jedne strane, i Republike Moldove, s druge strane, koji je Hrvatski sabor donio na sjednici 12. prosinca 2014 », 30 janvier 2015 (consulté le 1er novembre 2015).
- (da) Folketing, « Forslag til folketingsbeslutning om tiltrædelse af associeringsaftale mellem Den Europæiske Union og Det Europæiske Atomenergifællesskab og deres medlemsstater på den ene side og Republikken Moldova på den anden side », 9 octobre 2014 (consulté le 1er novembre 2015).
- (es) Sénat de l'Espagne, « Acuerdo de Asociación entre la Unión Europea y la Comunidad Europea de la Energía Atómica y sus Estados miembros, por una parte, y la República de Moldavia, por otra, hecho en Bruselas el 27 de junio de 2014 », 12 mai 2015 (consulté le 1er novembre 2015).
- (es) Congrès des députés de l'Espagne, « Acuerdo de Asociación entre la Unión Europea y la Comunidad Europea de la Energía Atómica y sus Estados miembros, por una parte, y la República de Moldavia, por otra, hecho en Bruselas el 27 de junio de 2014 », 10 mars 2015 (consulté le 1er novembre 2015).
- (es) Ministère des Affaires étrangères de l'Espagne, « España ratifica el Acuerdo de Asociación de la Unión Europea con Moldavia », 28 juillet 2015 (consulté le 1er novembre 2015).
- (et) Riigikogu, « Ühelt poolt Euroopa Liidu, Euroopa Aatomienergiaühenduse ja nende liikmesriikide ning teiselt poolt Moldova Vabariigi vahelise assotsieerimislepingu ratifitseerimise seadus 706 SE », 17 octobre 2014 (consulté le 1er novembre 2015).
- (et) Président de l'Estonie, « Ühelt poolt Euroopa Liidu, Euroopa Aatomienergiaühenduse ja nende liikmesriikide ning teiselt poolt Moldova Vabariigi vahelise assotsieerimislepingu ratifitseerimise seadus 706 SE », 17 octobre 2014 (consulté le 1er novembre 2015).
- (fi) Eduskunta, « Hallituksen esitys eduskunnalle Euroopan unionin ja Euroopan atomienergiayhteisön ja niiden jäsenvaltioiden sekä Ukrainan, Moldovan tasavallan ja Georgian välillä tehtyjen assosiaatiosopimusten hyväksymisestä sekä laeiksi sopimusten lainsäädännön alaan kuuluvien määräysten voimaansaattamisesta », 24 avril 2015 (consulté le 1er novembre 2015).
- (en) Ministère des Affaires étrangères de la Finlande, « Finland ratifies EU association agreements with Ukraine, Moldova and Georgia », 24 avril 2015 (consulté le 1er novembre 2015).
- Sénat de la France, « Loi autorisant la ratification de l'accord d'association entre l'Union européenne et la Communauté européenne de l'énergie atomique et leurs États membres, d'une part, et la République de Moldavie, d'autre part », 28 avril 2015 (consulté le 1er novembre 2015).
- (el) Voulí, « Κύρωση της Συμφωνίας Σύνδεσης μεταξύ της Ευρωπαϊκής Ένωσης και της Ευρωπαϊκής Κοινότητας Ατομικής Ενέργειας και των Κρατών Μελών τους, αφενός, και της Δημοκρατίας της Μολδαβίας, αφετέρου, μετά του συνημμένου σ΄αυτήν Πρωτοκόλλου Διόρθωσης »,‎ 3 novembre 2015 (consulté le 1er novembre 2015).
- (el) Président de la Grèce, « Εφημερισ τησ κυβερνησεωσ τησ ελληνικησ δημοκρατιασ » [PDF],‎ 3 novembre 2015 (consulté le 1er novembre 2015).
- (hu) Assemblée nationale de la Hongrie, « Egyrészről az Európai Unió, az Európai Atomenergia-közösség és tagállamaik, másrészről a Moldovai Köztársaság közötti Társulási Megállapodás kihirdetéséről », 11 octobre 2015 (consulté le 1er novembre 2015).
- (en) Dáil Éireann, « That Dáil Éireann approves the terms of the Association Agreement between the European Union and the European Atomic Energy Community and their member states, of the one part, and the Republic of Moldova, of the other part, signed at Brussels on 27 June 2014, a copy of which was laid before the Dáil on 9 December 2014 », 27 janvier 2015 (consulté le 1er novembre 2015).
- (it) Sénat de l'Italie, « Ratifica ed esecuzione dell'Accordo di associazione tra l'Unione europea e la Comunità europea dell'energia atomica e i loro Stati membri, da una parte, e la Moldova, dall'altra, fatto a Bruxelles il 27 giugno 2014 - Atto Camera n. 3027 », sur www.senato.it (consulté le 14 décembre 2015)
- (it) Sénat de l'Italie, « Ratifica ed esecuzione dell'Accordo di associazione tra l'Unione europea e la Comunità europea dell'energia atomica e i loro Stati membri, da una parte, e la Moldova, dall'altra, fatto a Bruxelles il 27 giugno 2014 - Atto Senato n. 2030 », 22 septembre 2015 (consulté le 1er novembre 2015).
- (it) Président de l'Italie, « atifica ed esecuzione dell'Accordo di associazione tra l'Unione europea e la Comunità europea dell'energia atomica e i loro Stati membri, da una parte, e la Moldova, dall'altra, fatto a Bruxelles il 27 giugno 2014. », 13 décembre 2015 (consulté le 1er novembre 2015).
- (lv) Saeima, « Latvijas Republikas Saeimas 2014.gada 14.jūlija ārkārtas sesijas sēdes darba kārtība », 14 juillet 2014 (consulté le 1er novembre 2015).
- (lv) Likumi, « Par Asociācijas nolīgumu starp Eiropas Savienību un Eiropas Atomenerģijas kopienu un to dalībvalstīm, no vienas puses, un Moldovas Republiku, no otras puses », 18 juillet 2014 (consulté le 1er novembre 2015).
- (lt) Seimas, « Dėl Europos Sąjungos ir Europos atominės energijos bendrijos bei jų valstybių narių ir Moldovos Respublikos asociacijos susitarimo ratifikavimo », 8 juillet 2014 (consulté le 1er novembre 2015).
- (lt) Seimas, « Lietuvos Respublikos įstatymas dėl Europos Sąjungos ir Europos atominės energijos bendrijos bei jų valstybių narių ir Moldovos Respublikos asociacijos susitarimo ratifikavimo », 8 juillet 2014 (consulté le 1er novembre 2015).
- Chambre des députés du Luxembourg, « Projet de loi portant approbation de l'accord d'association entre l'Union européenne et la communauté européenne de l'énergie atomique et leurs Etats membres, d'une part, et la Moldavie, d'autre part, signé à Bruxelles, le 27 juin 2014 », 21 octobre 2014 (consulté le 1er novembre 2015).
- Journal Officiel du Grand-Duché de Luxembourg, « Loi du 12 avril 2015 portant approbation de l'accord d'association entre l'Union européenne et la communauté européenne de l'énergie atomique et leurs États membres, d'une part, et la Moldavie, d'autre part, signé à Bruxelles, le 27 juin 2014 », 15 avril 2015 (consulté le 1er novembre 2015).
- (nl) Sénat des Pays-Bas, « Goedkeuring Associatieovereenkomst tussen de Europese Unie en de Europese Gemeenschap voor Atoomenergie met de Republiek Moldavië », 18 décembre 2014 (consulté le 1er novembre 2015).
- (nl) Chambre des représentants des Pays-Bas, « Goedkeuring van de op 27 juni 2014 te Brussel tot stand gekomen Associatieovereenkomst tussen de Europese Unie en de Europese Gemeenschap voor Atoomenergie en haar lidstaten, enerzijds, en de Republiek Moldavië, anderzijds », 18 décembre 2014 (consulté le 1er novembre 2015).
- (pl) Sénat de la Pologne, « Ustawa o ratyfikacji Układu o stowarzyszeniu między Unią Europejską i Europejską Wspólnotą Energii Atomowej oraz ich państwami członkowskimi, z jednej strony, a Republiką Mołdawii, z drugiej strony, sporządzonego w Brukseli dnia 27 czerwca 2014 r », 18 décembre 2014 (consulté le 1er novembre 2015).
- (pl) Diète de la Pologne, « Głosowanie nad przyjęciem w całości projektu ustawy o ratyfikacji Układu o stowarzyszeniu między Unią Europejską i Europejską Wspólnotą Energii Atomowej oraz ich państwami członkowskimi, z jednej strony, a Republiką Mołdawii, z drugiej strony, sporządzonego w Brukseli dnia 27 czerwca 2014 r., w brzmieniu przedłożenia zawartego w druku nr 2858 », 5 décembre 2014 (consulté le 1er novembre 2015).
- (en) Président de la Pologne, « Poland supports Moldova's Western ambitions », 14 avril 2014 (consulté le 1er novembre 2015).
- (pt) Assemblée de la République du Portugal, « Aprova o Acordo de Associação entre a União Europeia e a Comunidade Europeia de Energia Atómica e os seus Estados-Membros, por um lado, e a República da Moldávia, por outro, assinado em Bruxelas, em 27 de junho de 2014 », 22 avril 2015 (consulté le 1er novembre 2015).
- (pt) Président du Portugal, « Decreto do Presidente da República n.º 29-A/2015 », 22 avril 2015 (consulté le 1er novembre 2015).
- (cs) Parlement de la République tchèque, « Doh. o přidruž. mezi státy EU a ES a Moldavskou republikou », 11 décembre 2014 (consulté le 1er novembre 2015).
- (ro) Chambre des députés de la Roumanie, « Doh. o přidruž. mezi státy EU a ES a Moldavskou republikou », 2 juillet 2014 (consulté le 1er novembre 2015).
- (ro) Sénat de la Roumanie, « Stenograma şedinţei Senatului din 3 iulie 2014 », 3 juillet 2014 (consulté le 1er novembre 2015).
- (ro) Président de la Roumanie, « Decrete semnate de președintele României, domnul Traian Băsescu, miercuri, 9 iulie a.c. », 9 juillet 2014 (consulté le 1er novembre 2015).
- (en) Chambre des lords, « Daily Hansard, House of Lords, Monday, 9 March 2015 », 9 mars 2015 (consulté le 1er novembre 2015).
- (en) Chambre des lords, « Daily Hansard, House of Lords, Monday, 9 March 2015 », 23 février 2015 (consulté le 1er novembre 2015).
- (en) The National Archives, « Statutory Instruments 2015 No. 847 », 19 mars 2015 (consulté le 1er novembre 2015).
- (sk) Conseil national de la Slovaquie, « Návrh na vyslovenie súhlasu Národnej rady Slovenskej republiky s Dohodou o pridružení medzi Európskou úniou a Európskym spoločenstvom pre atómovú energiu a ich členskými štátmi na jednej strane a Moldavskou republikou na strane druhej », 23 mars 2014 (consulté le 1er novembre 2015).
- (sk) Président de la Slovaquie, « Prezident rozdelil svoj októbrový plat », 16 octobre 2014 (consulté le 1er novembre 2015).
- (sl) Assemblée nationale de la Slovénie, « Danes v Državnem zboru », 2 novembre 2015 (consulté le 1er novembre 2015).
- (sl) Uradni list, « Zakon o ratifikaciji Pridružitvenega sporazuma med Evropsko unijo in Evropsko skupnostjo za atomsko energijo  in njunimi državami članicami na eni strani ter Republiko Moldavijo na drugi strani », 25 mai 2015 (consulté le 1er novembre 2015).
- (sv) Riksdag, « UU6 Associeringsavtal mellan Europeiska unionen, Europeiska atomenergigemenskapen och deras medlemsstater, å ena sidan, och Republiken Moldavien, å andra sidan », 26 novembre 2014 (consulté le 1er novembre 2015).

## Compléments